# Інституціоналізація
Інституціалізáція (від інституційний), також інституціоналізація (від інституціональний) 
- процес визначення і закріплення соціальних норм, правил, статусів і ролей, приведення їх у систему, здатну діяти у напрямі задоволення деякої суспільної потреби. В науці — етап, коли процес продукування нею знань стає методологічно упорядкованим, а також залежним від організаційних форм, в яких він набуває якостей спеціалізованої суспільної практики; становлення різноманітних комунікативних органів науки — наукових інституцій, що відбувається в ході перетворення наукових досліджень у спеціалізовану суспільну діяльність[1].

- політика надання освітніх і реабілітаційних послуг дітям з інвалідністю в рамках окремих закритих спеціалізованих закладів, інтернатів (англ. institution). Антитезою до традиційної інституціалізації на Заході, став розвиток у 1970-х роках інтегрованого та інклюзивного навчання, який розпочався в 1970-х роках через вплив організацій споживачів. Зокрема, в Канаді ініціаторами зміни освітньої парадигми виступили організації захисту неповносправних, психічно хворих та батьків дітей з розумовою відсталістю, які вимагали деінституціалізації та перенесення освітніх, реабілітаційних і соціальних служб у громади ближче до місць проживання клієнтів [2].